# گاو هایلند

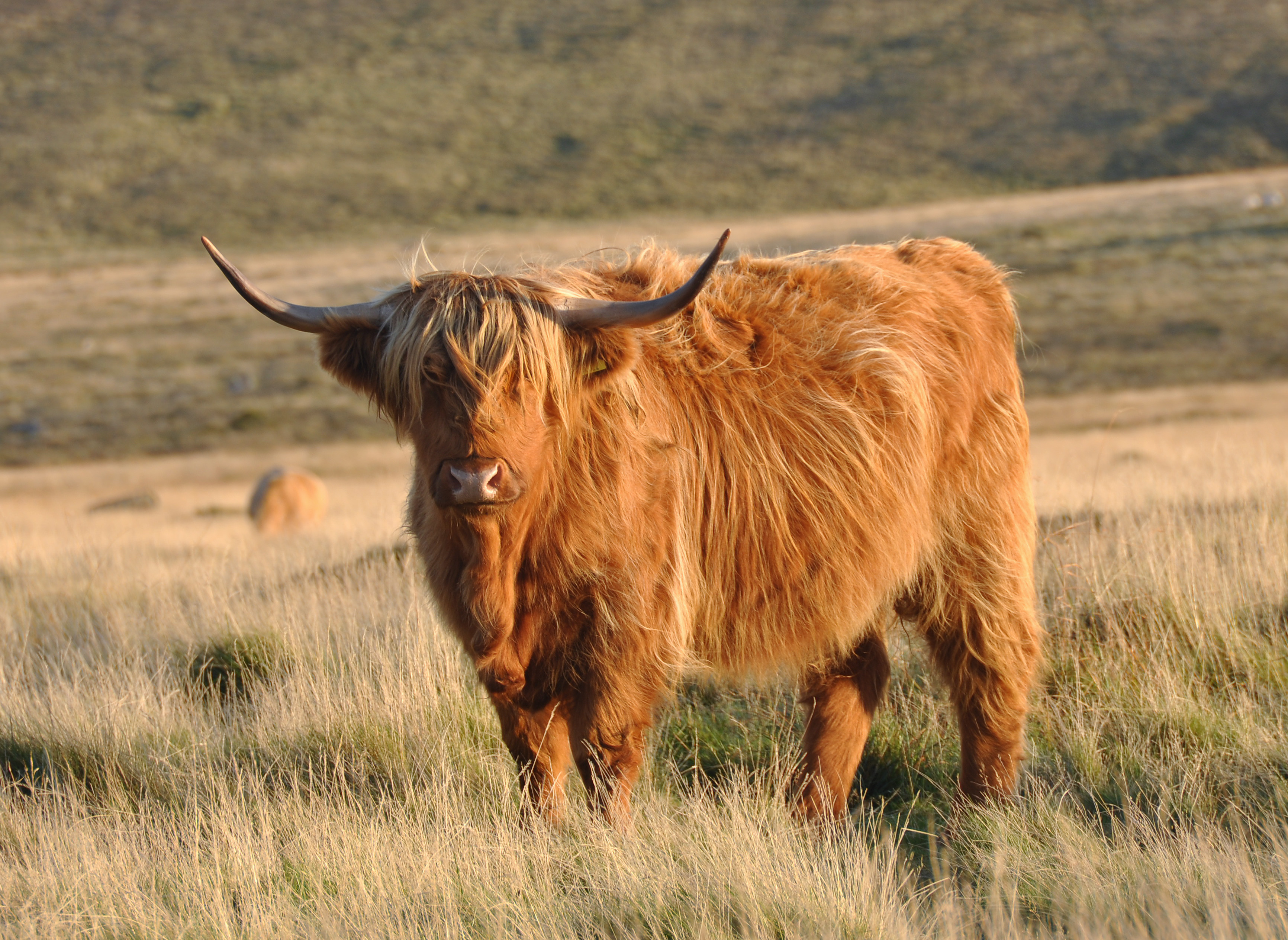
گاو هایلند مو قرمز

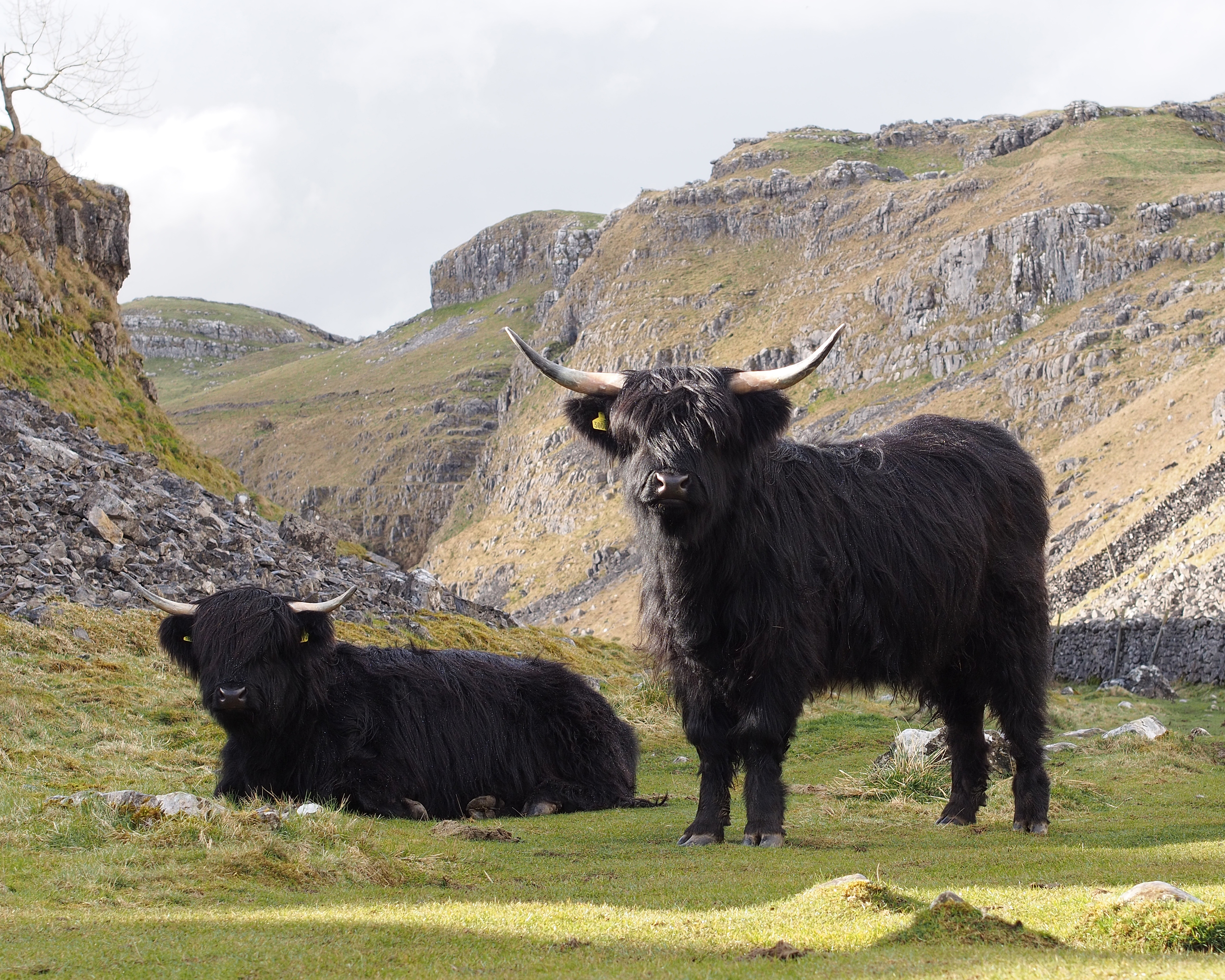
گاو هایلند مو مشکی

گاو هایلند (به انگلیسی: Highland cattle) پستانداری است از نژاد گاوهای گوشتی که خاستگاه آن کشور اسکاتلند است. هایلند، به معنای اسکاتلند کوهستانی است. گاوهای هایلند دارای شاخ‌های بلندی هستند و کُرک و موی نسبتاً بلندی دارند.